# Крылова, Зоя Петровна
Зоя Петровна Крылова (6 апреля 1944 — 8 июня 2017) — советская и российская журналистка и общественный деятель, главный редактор журнала «Работница» (1983—2008), народный депутат СССР (1989—1991), член ЦК КПСС (1990—1991).
Девичья фамилия Васильцова. Окончила журналистский факультет МГУ (1966) и аспирантуру Академии общественных наук при ЦК КПСС (1983). Кандидат философских наук (1985, тема диссертации: «Общественное воспитание как философская и социально-педагогическая проблема».
В 1962—1966 — корреспондент, литсотрудник газеты «Московский комсомолец».
В 1966—1981 — литсотрудник, заведующая отделом, редактор по отделу, член редколлегии газеты «Комсомольская правда», вела рубрику «Спросите Зою».
В 1983—2008 — главный редактор журнала «Работница».
Народный депутат СССР от женских советов, объединяемых Комитетом советских женщин (1989—1991), член ЦК КПСС (1990—1991).
Награждена орденом Дружбы народов, медалями, премиями Союза журналистов.
Автор книги: «Мудрые заповеди народной педагогики: заметки журналиста» / З. П. Васильцова. — 2-е изд., доп. — М.: Педагогика, 1988. — 159 с.
Умерла 8 июня 2017 года от онкологической болезни (рак груди). Похоронена в Московской области на Богородском кладбище (уч. 15).

## Семья
Муж — Сергей Анатольевич Крылов (1941—2021), кандидат физико-математических наук, журналист и поэт, бард, автор и исполнитель песен. Похоронен в Московской области на Богородском кладбище.